# قلعه سفید (مبارکه)
قلعه سفید (مبارکه)، روستایی از توابع بخش مرکزی شهرستان مبارکه در استان اصفهان ایران است.

## جمعیت
این روستا در دهستان طالخونچه قرار دارد و براساس سرشماری مرکز آمار ایران در سال ۱۳۸۵، جمعیت آن ۱۹۷ نفر (۶۷خانوار) بوده‌است.